# Атран, Фрэнк
Фрэнк Атран (он же Соломон Самойлович Атран, Эфроим Залман Атран, англ. Frank Z. Atran; 24 сентября 1885, Смела, Киевской губернии — 11 июня 1952, Нью-Йорк) — предприниматель, филантроп. Основатель компании Etam по производству чулок (1916).

## Биография
Родился в семье торговца текстилем Самуила Атрана и Дворы Заславской.
Социал-демократ, бундовец.
После октября 1917 эмигрировал в Бельгию, затем в 1925 — в Берлин, занимался производством и сбытом текстиля. Впоследствии перевел фирму во Францию. В 1940 эмигрировал в США спасаясь от нацистов, продолжил свой бизнес в Нью-Йорке.
В 1950 пожертвовал 1 млн долларов на строительство лаборатории корпуса больницы на горе Скопус. В 1952 основал кафедру еврейского языка, литературы и культуры в Колумбийском университете. Выплачивал пожизненную пенсию четырём русским писателям, среди которых были И. А. Бунин и Тэффи. В 1945 году основал филантропическую организацию «Atran Foundation», которая занимается благотворительностью.